# Xylocopa xanti
Xylocopa xanti là một loài Hymenoptera trong họ Apidae. Loài này được Mocsáry mô tả khoa học năm 1883.